# 마그달레나주

마그달레나 주

마그달레나주(스페인어: Departamento del Magdalena)는 콜롬비아 북부에 위치한 주로 주도는 산타마르타이며 면적은 23,188km2, 인구는 1,235,425명(2013년 기준), 인구 밀도는 53명/km2이다. 1824년 7월 25일에 신설되었으며 31개 지방 자치체를 관할한다. 북쪽으로는 카리브해, 북동쪽으로는 라과히라 주, 동쪽으로는 세사르 주, 남쪽과 서쪽으로는 볼리바르 주, 북서쪽으로는 아틀란티코 주와 접한다.

주기
주 문장

## 인구
| 연도    | 인구      | ±%     |
| ------- | --------- | ------ |
| 1973    | 540,258   | —      |
| 1985    | 890,934   | +64.9% |
| 1993    | 1,127,631 | +26.6% |
| 2005    | 1,149,917 | +2.0%  |
| 2018    | 1,341,746 | +16.7% |
| Source: |           |        |